# Casimcea
Casimcea è un comune della Romania di 3 063 abitanti, ubicato nel distretto di Tulcea, nella regione storica della Dobrugia. 
Il comune è formato dall'unione di 7 villaggi: Casimcea, Cișmeaua Nouă, Corugea, Haidar, Rahman, Războieni, Stânca.
Casimcea ha dato i natali allo scultore Ion Jalea (1887-1983).